# Nafi ibn al-Harith
Nafi ibn al-Harith bin Kalada al-Thaqafi (en arabe : نافع بن الحارث بن كلدة الثقف), mort en 670, est un médecin arabe de la tribu de Banu Thaqif.

## Biographie
Il est le fils de Al Harith Ibn Kalada et le demi-frère de Nufay ibn al-Harith.
Il a été recommandé par Mahomet et a entre autres traité Sa`d ibn Abi Waqqas, et il diagnostique que Abou Bakr As-Siddiq a été empoisonné alors qu'il était sur son lit de mort.
Entrainé au Yémen, il a supposément écrit un livre nommé Dialogue dans la médecine. Il a été médecin en chef et professeur à l'Académie de Gundishapur en Perse.